# Miedźno (Silésie)
Pour les articles homonymes, voir Miedźno.
Miedźno est une localité polonaise et siège de la gmina qui porte son nom, située dans le powiat de Kłobuck en voïvodie de Silésie.